# Булгаков, Алексей Юрьевич
Алексе́й Ю́рьевич Булга́ков (17 декабря 1965 года, Москва) — советский и российский рок-музыкант, наиболее известный в качестве вокалиста группы «Легион», в которой работает с 1983 года.

## Биография
Родился 17 декабря 1965 года в Москве. В школе занимался спортом — лыжами, футболом, лёгкой атлетикой. С одиннадцати лет слушал записи Led Zeppelin и Deep Purple и через три года собрал группу. Начинал не как вокалист, полтора года отыграл на бас-гитаре. Закончив 8 классов, собирался поступать в филармонию, но поступил в училище на специальность «слесарь механосборочных работ».
Группа «Легион» образовалась в 1981 году, Булгаков присоединился к ней в 1983 году после предложения от бас-гитариста Олега Царёва. Вплоть до образования «Артерии» в 2004 году Булгаков не принимал участия в других проектах, хотя в 1994 году, после раскола группы «Ария», был приглашён туда в качестве вокалиста. Однако участником группы не стал, с того времени остались лишь раритетные записи четырёх песен из альбома «Ночь короче дня» с вокалом Булгакова
Участвовал в записи альбомов Laptevs’s Epidemia и сингле «Эпидемии новый состав» Снялся в клипе Феанор.

## Личная жизнь
Жена Марина — бессменный директор группы «Легион»; есть сын Денис, который тоже является музыкантом под псевдонимом «TYZ3R».
Несмотря на множество песен в репертуаре, затрагивающих тему Бога и религию (например, Колокол, Звезда, Когда проснётся Бог), является атеистом.

## Дискография
Алексей участвовал во всех релизах группы «Легион»
Совместные работы
- 2013 — Чернышев / Булгаков: Океан фантазий (исполнил все песни)
- 2015 — Чернышев / Булгаков: Плач оборванной струны (исполнил все песни)
- 2019 — Чернышев / Булгаков: Память (исполнил все песни)

Другие работы
- 1994 — Ария: Ночь короче дня (четыре демо-трека)
- 2004 — Сергей Терентьев: 30+3+infinity (песни Звёзды легли на дно, Потерянный рай и Кто ты?)
- 2005 — Артерия: Лети на свет (исполнил все песни)
- 2009 — Алексей Страйк: Рождённый под знаком огня (песни Рождённый под знаком огня и Ветер)
- 2009 — Колизей: Сколько дорог… (песня Вместе Победим)
- 2011 — Куприянов: 50:35 (песня Мы вместе)
- 2012 — Маврин: Противостояние (песня Каждый сам)
- 2013 — Margenta: Sic Transit Gloria Mundi (песня Голос)
- 2017 — Андрей Смирнов: Ballads (песни  Цветок огня, Листья, В эту ночь)
- 2018 — Forces United: Симфония Холстинина (трибьют песен «Арии», трек «Симфония огня»)
- 2018 — Laptev's Epidemia: Затерянный храм Энии (песни Знаменье зимы и Солнца восход)
- 2018 — Колизей: Два диска (песня Они существуют)
- 2021 — Эпидемия(новый Состав): Не Ищи меня(Песня Феанор)